# Rhodesiella ceylonica
Rhodesiella ceylonica är en tvåvingeart som först beskrevs av Frey 1917.  Rhodesiella ceylonica ingår i släktet Rhodesiella och familjen fritflugor.
Artens utbredningsområde är Sri Lanka. Inga underarter finns listade i Catalogue of Life.